# Flota pesquera

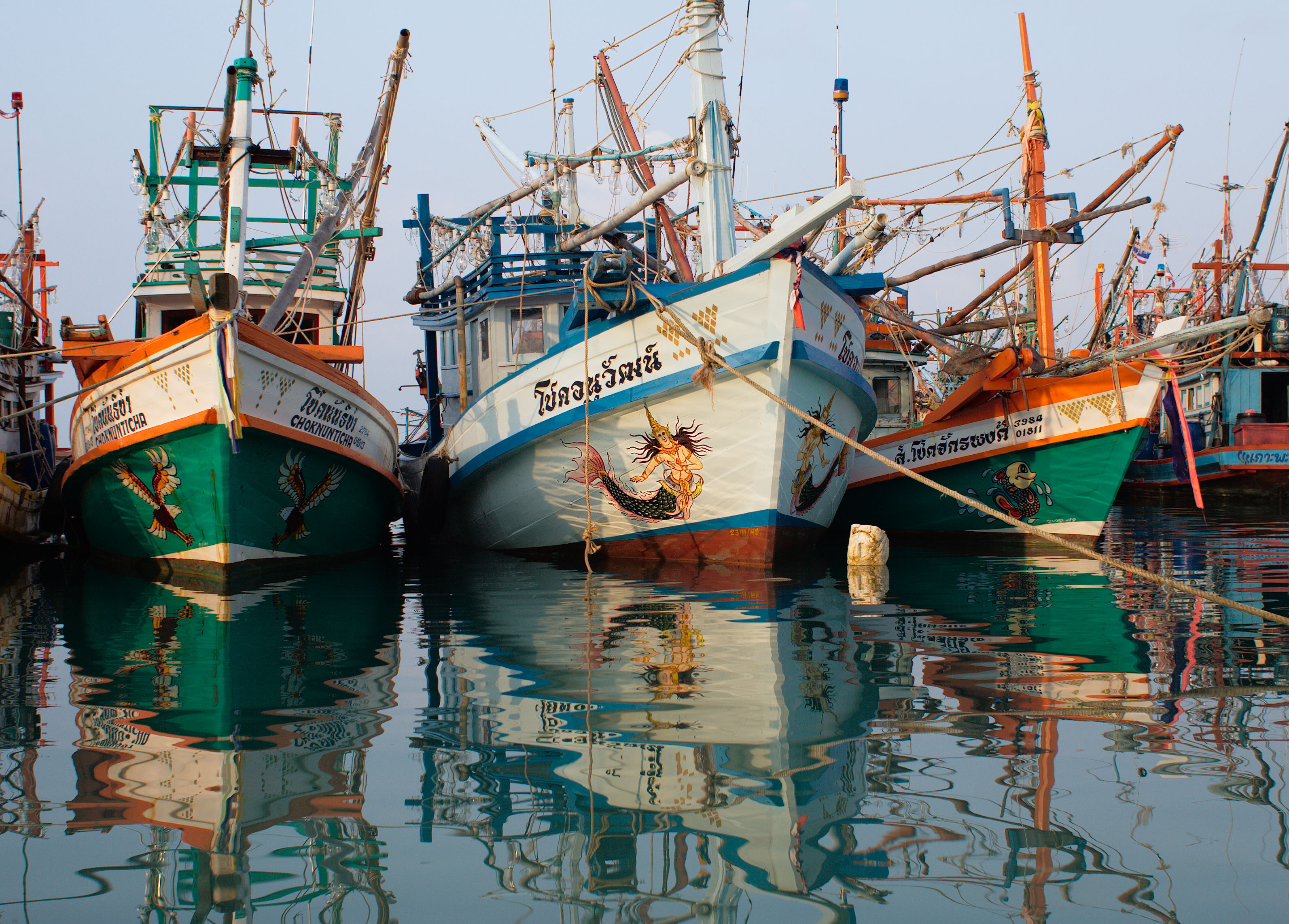
Flota pesquera a Tailàndia

Una flota pesquera és un agregat de vaixells de pesca comercial. Aquest terme pot ser emprat per referir-se a tots els vaixells que operen en un port determinat, tots els vaixells que duen a terme una operació de pesca conjunta (com ara en la pesca de la tonyina), o simplement tots els vaixells pesquers d'un país o regió.
Encara que els vaixells de pesca no estan formalment organitzats com ho estan els d'una flota naval, molt sovint les limitacions del temps (en els ambdós sentits de la paraula) són tals que les embarcacions es veuen obligades a navegar juntes per sortir o tornar a un port, creant així com a mínim una aparença de cos organitzat (alguns països, com ara l'antiga Unió Soviètica, no obstant això, van organitzar realment les seves flotes pesqueres segons models navals i les van incloure al servei d'intel·ligència naval.)
Pescadors que treballen amb el mateix tipus d'embarcació o en un port determinat sovint pertanyen a una associació local que distribueix informació i que pot servir per coordinar activitats, sobretot pel que fa a prevenir la sobrepesca en algunes àrees concretes.

## Flota pesquera mundial
L'any 2002 la flota pesquera mundial comptava amb al voltant de quatre milions de vaixells, una tercera part dels quals tenia coberta. La resta de vaixells, sense coberta, feia generalment menys de 10 metres de llargària i el 65% no comptava amb sistemes de propulsió mecànica. D'aquests darrers, la FAO estima que el 80% es trobava a l'Àsia.
La mida mitjana dels vaixells amb coberta és d'aproximadament 10-15 metres. Només un 1% de la flota pesquera mundial amida més de 24 metres. La meitat d'aquests vaixells més grans (uns 25.600) es troben a la Xina.
No existeix cap instrument internacional pel que fa a la seguretat dels vaixells pesquers. Els acords i convencions internacionals pendents de ser ratificats que fan referència a la seguretat al mar estan gairebé exclusivament dirigits a vaixells de 24 metres o més de longitud i, per tant, en queden fora d'aplicació els vaixells artesans dels països en vies de desenvolupament. Les regulacions de seguretat per a tots els vaixells de pesca queden en la gran majoria d'ocasions sota discreció nacional.